# Calyptrochaeta flexicollis
Calyptrochaeta flexicollis là một loài rêu trong họ Daltoniaceae. Loài này được Mitt. Vitt mô tả khoa học đầu tiên năm 1979.